# جيمس آرنولد تايلور
جيمس آرنولد تايلور (James Arnold Taylor) هو مؤدي أصوات أمريكي ولد في 22 يوليو 1969 في سانتا باربارا، كاليفورنيا.

## الحياة المهنية
بدأ تايلور مسيرته المهنية في التمثيل الصوتي في عام 1995، حيث ظهر في العديد من الأدوار بما في ذلك راتشيت في سلسلة ألعاب الفيديو راتشيت وكلانك وتيدوس من فاينل فانتسي إكس. من عام 2005 حتى عام 2011، قام تايلور بأداء صوت فريد فلينتستون في الإعلانات التجارية والمواد الترويجية بعد وفاة هنري كوردن.
في عام 2013، نشر تايلور كتاب JAT 365: 365 إلهامًا لتحقيق أحلامك. وفي عام 2018، بدأ البودكاست ”التحدث إلى نفسي“.

## أدواره في السينما الأمريكية
- تي إم إن تي - ليوناردو
- قتال الطعام! - دكتور ساي ناستريكس
- راتشيت أند كلانك

## أدواره في الرسوم المتحركة
- حرب النجوم: حرب المستنسخين - أوبي وان كينوبي
- متمردو حرب النجوم - أوبي وان كينوبي
- مغامرات سكوبي دو - الأمير ألفامير، ستيف فورتيسكيو، غي لافرتون
- قوة الفريق - أكسل
- سبيكتاكيولار سبايدرمان - هاري أوزبورن
- ألتيميت سبايدرمان - ترايتون، الرجل الذائب
- باتمان: الجرأة والشجاعة - غرين آرو، بلو بومان، غاي غاردنر
- شباب العدالة - فلاش
- جوني تيست - جوني تيست، هانك أنكورمان، المدير، مستر ميتنز، بي كيبر، دارك فيغان
- هالك وعملاء سماش - الزعيم، بلاستار
- اطلانتس: عودة ميلو - ميلو ثاتش
- المصارعين المقنعين - كيد وومبات

## أدواره في ألعاب الفيديو
- تيلز أوف سيمفونيا - يغدراسيل، نوم
- فاينل فانتسي 10 - تيدوس
- فاينل فانتسي X-2 - تيدوس، شويين
- ديسيديا: فاينل فانتسي - تيدوس
- ديسيديا 012 فاينل فانتسي - تيدوس
- سلسلة كينجدوم هارتس
  - كينجدوم هارتس 2 - جاك سبارو، تيمون
  - كينجدوم هارتس بيرث باي سليب - أمير سنو وايت

## وصلات خارجية
- الموقع الرسمي
- جيمس آرنولد تايلور على موقع IMDb (الإنجليزية)
- جيمس آرنولد تايلور على موقع ميتاكريتيك (الإنجليزية)
- جيمس آرنولد تايلور على موقع روتن توميتوز (الإنجليزية)
- جيمس آرنولد تايلور على موقع ألو سيني (الفرنسية)
- جيمس آرنولد تايلور على موقع ميوزك برينز (الإنجليزية)
- جيمس آرنولد تايلور على موقع أول موفي (الإنجليزية)
- جيمس آرنولد تايلور على موقع قاعدة بيانات الأفلام السويدية (السويدية)
- جيمس آرنولد تايلور على موقع قاعدة بيانات الفيلم (الإنجليزية)
- جيمس آرنولد تايلور على موقع كينوبويسك (الروسية)
- جيمس آرنولد تايلور على موقع ANN person (الإنجليزية)